# Флоренс Найтінгейл (фільм, 2008)
«Флоренс Найтінгейл» (англ. «Florence Nightingale») — телевізійний драматичний 60-хвилинний фільм 2008 року, що вийшла в етер на каналі BBC One, про перші роки життя англійської медсестри та феміністки, Флоренс Найтінгейл з 1837 року до Королівської комісії в Кримській війні. Роль Найтінгейл виконала Лора Фрейзер, а її батька — Майкл Пеннінґтон. Вперше трансляція відбулася 1 червня 2008 року.

## У ролях
- Лора Фрейзер — Флоренс Найтінгейл
- Майкл Пеннінґтон — Вен, батько Флоренс
- Дерек Гікс — вцілілий солдат
- Зоя Стріт Гоу — королева Вікторія
- Ендрю Гаррісон — лорд Палмерстон
- Лоррейн Чешир — Ватсон, служниця Найтінгейлів
- Роберт Арам — лікар
- Барбара Мартен — Фанні, мати Флоренс
- Кетрін Тайлдслі — Партенопа, старша сестра Флоренс
- Ян Бартоломей — Сідні Герберт
- Кейт Кліффорд — полковник
- Пол Опачич — Річард Монктон Мілнс
- Кріс Керрі, Шеріл Віллдей, Віолетта Фуд, Венді Паттерсон і Деббі Раш — медсестри, що дають інтерв'ю
- Олвен Мей — мати Мері Клер
- Джон Крофт — сер Джон Голл
- Тім Бізлі — Фіцджеральд
- Сем Маккензі — лікар Фарр